# 红冠姜
红冠姜（学名：Zingiber roseum），为姜科姜属下的一个种。

## 扩展阅读
維基物種上的相關：红冠姜